# Hydruraceae
Famille
Les Hydruraceae sont une famille d'algues de l'embranchement des Ochrophyta de la classe des Chrysophyceae et de l'ordre des Hydrurales.
Les espèces du genre Hydrurus sont communes dans les ruisseaux de montagne clairs et froids du monde entier. Il a une odeur particulière et désagréable qualifiée de fétide, d'où le nom d'une des espèces Hydrurus foetidus  (Villars) Trevisan 1848.

## Étymologie
Le nom vient du genre type Hydrurus, dont l'étymologie n'est pas claire. En effet C. Agardh dans son Systema algarum (1824) ne donne pas de précision sur le choix de ce nom. On peut le rapprocher des mots latins hydreus, hydrus « hydre ; serpent d'eau », en référence à la forme que peuvent prendre les grappes de cellules des colonies de cette algue.

## Description
Les cellules du genre Hydrurus sont disposées en forme d'essaims, formant de grands thalles buissonnants, d'un diamètre de 30 cm ou plus. Ces essaims sont fixés aux pierres. Les cellules végétatives sont ovales, avec un chloroplaste à deux lobes, avec un pyrénoïde, plusieurs dictyosomes et des vacuoles contractiles. Les essaims sont tétraédriques, leur forme étant maintenue par un système squelettique de microtubules. Un seul flagelle est visible, l'autre ne pouvant se distinguer qu'en microscopie électronique .

## Liste des genres
Selon AlgaeBase (26 janvier 2022) :
- Carrodoria Kuntze
- Carrodorus S.F.Gray
- Celloniella Pascher
- Chrysonebula J.W.G.Lund
- Hydrurus C.Agardh, 1824
- Nanurus Skuja
- Phaeodermatium Hansgirg

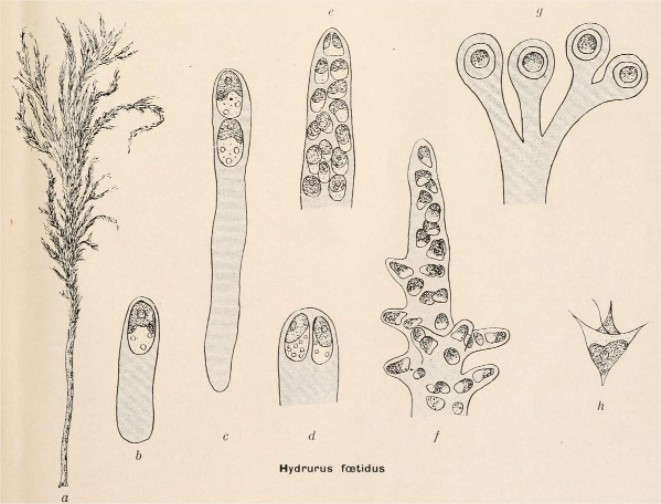
Hydrurus foetidus